# 아레나 다스 두나스
아레나 다스 두나스(포르투갈어: Arena das Dunas)는 브라질 히우그란지두노르치주 나타우에 위치한 경기장으로, 아메리카 FC의 홈 구장으로 사용되고 있다. 2014년 FIFA 월드컵 경기가 열릴 경기장으로 선정되었으며 2014년 1월 26일에 개장하였다.
경기장은 31,375명의 관중을 수용할 수 있으며 Populous의 스포츠 건축가 크리스토퍼 리가 설계했다. 2014년 브라질 월드컵 축구 경기가 열린 경기장이며 대회 기간 동안에는 42,000명을 수용할 수 있었다.

## 갤러리

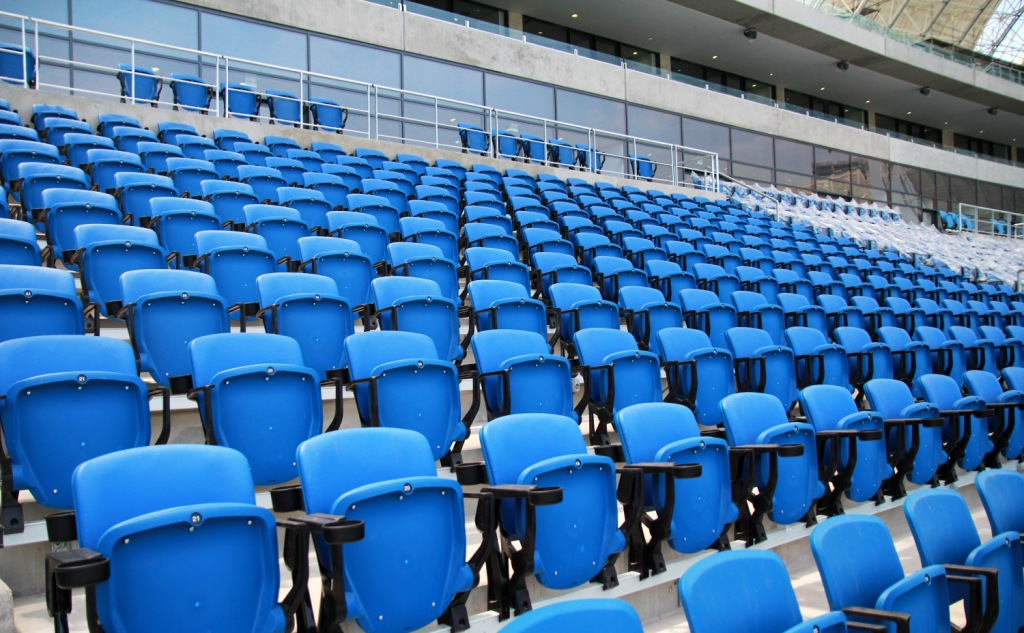
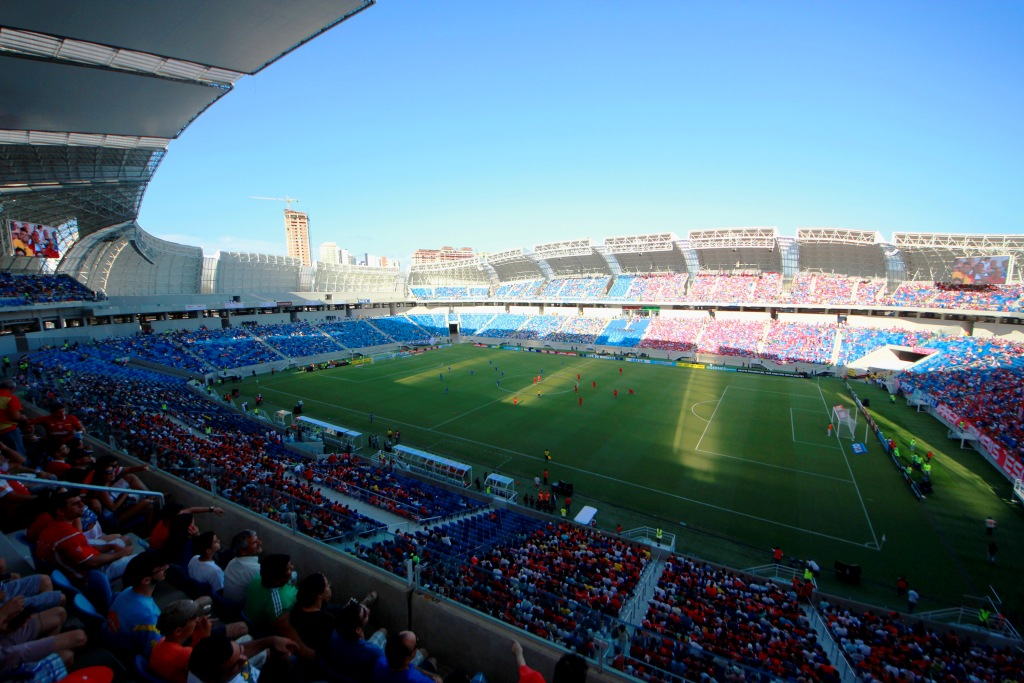
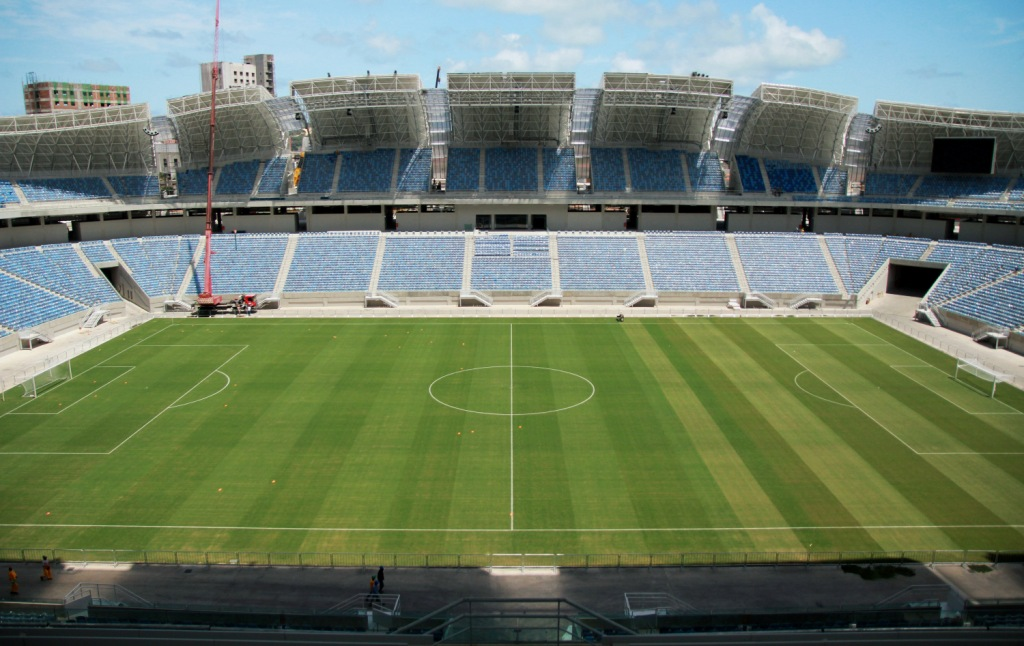
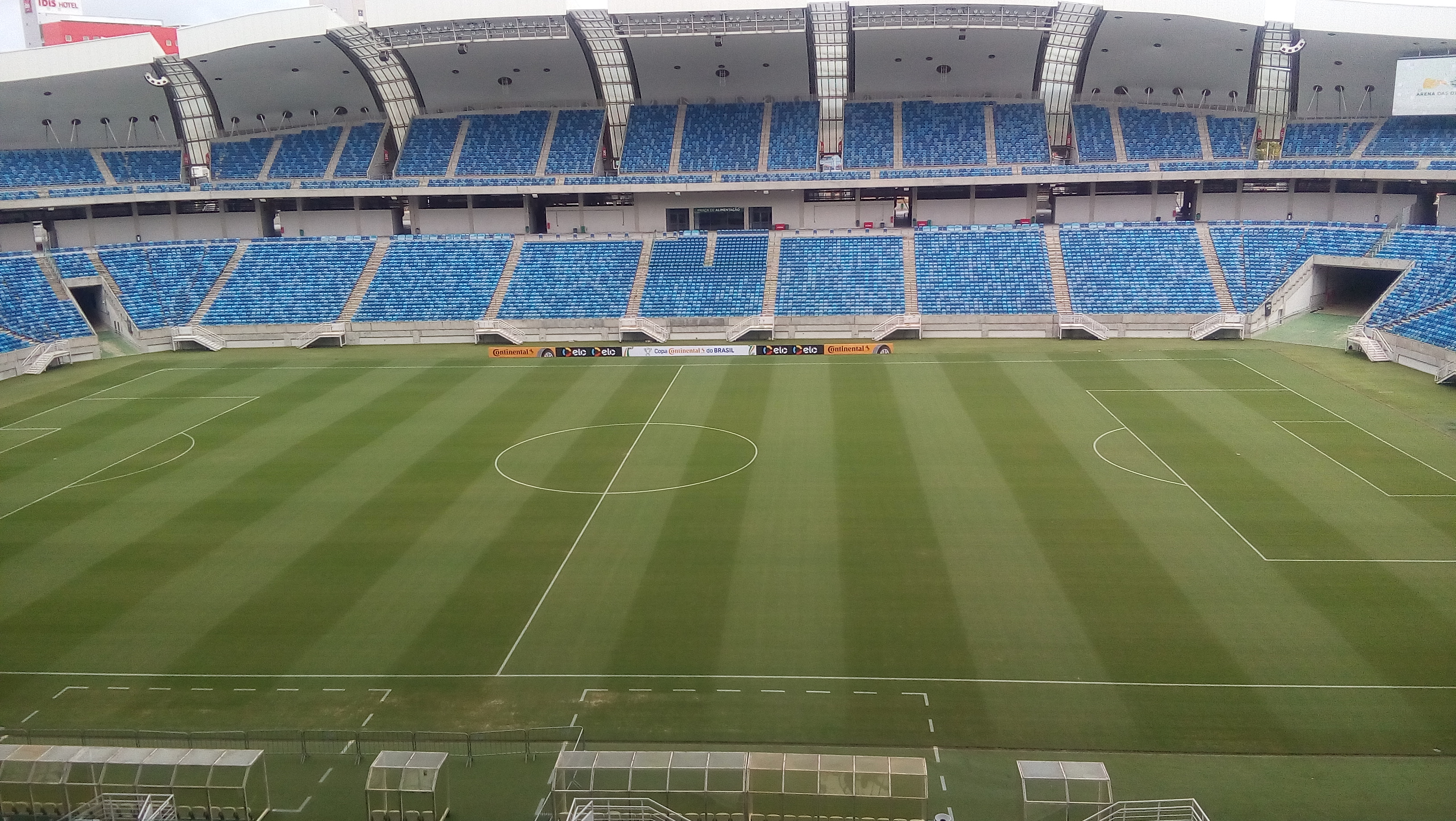
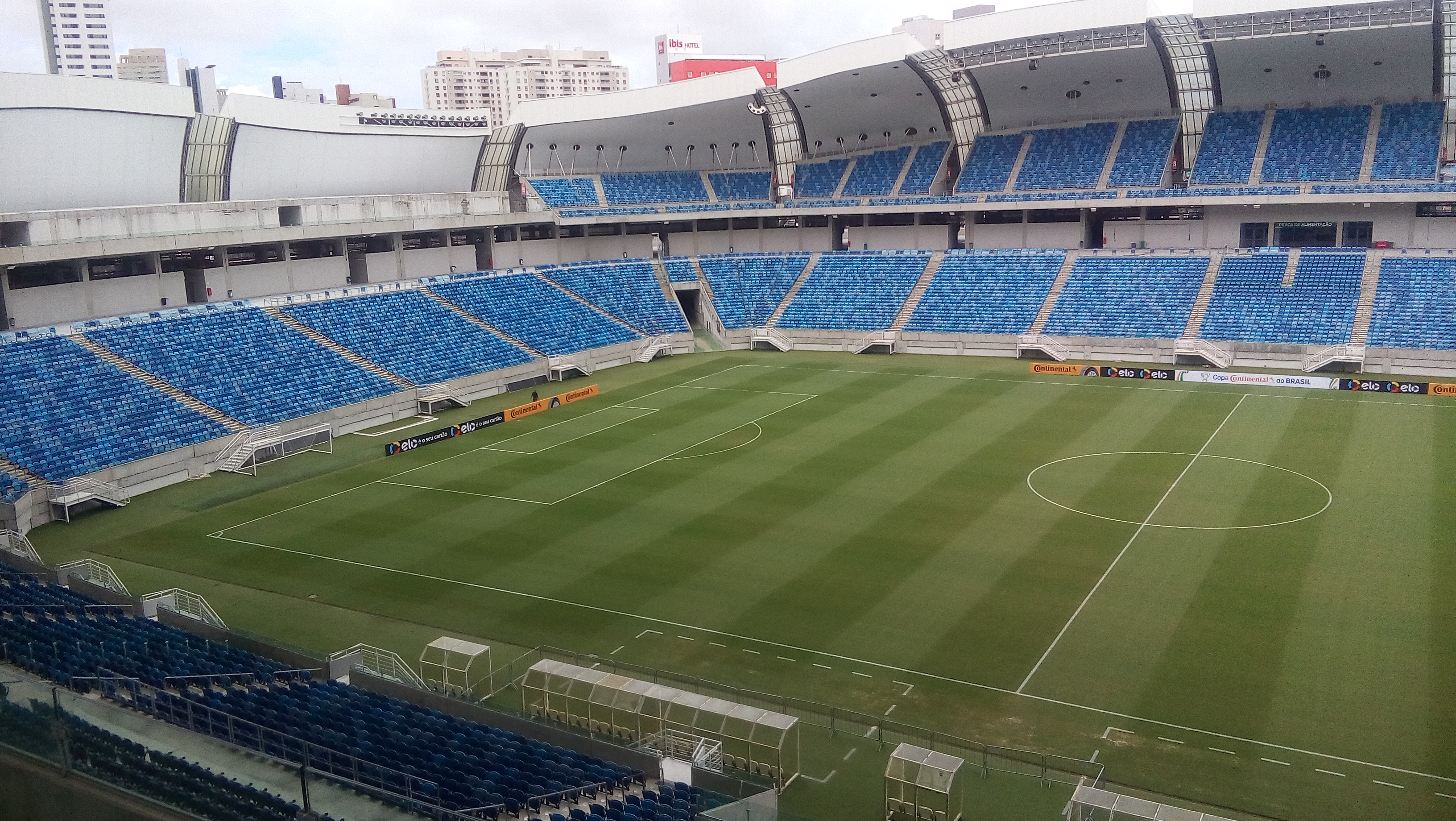
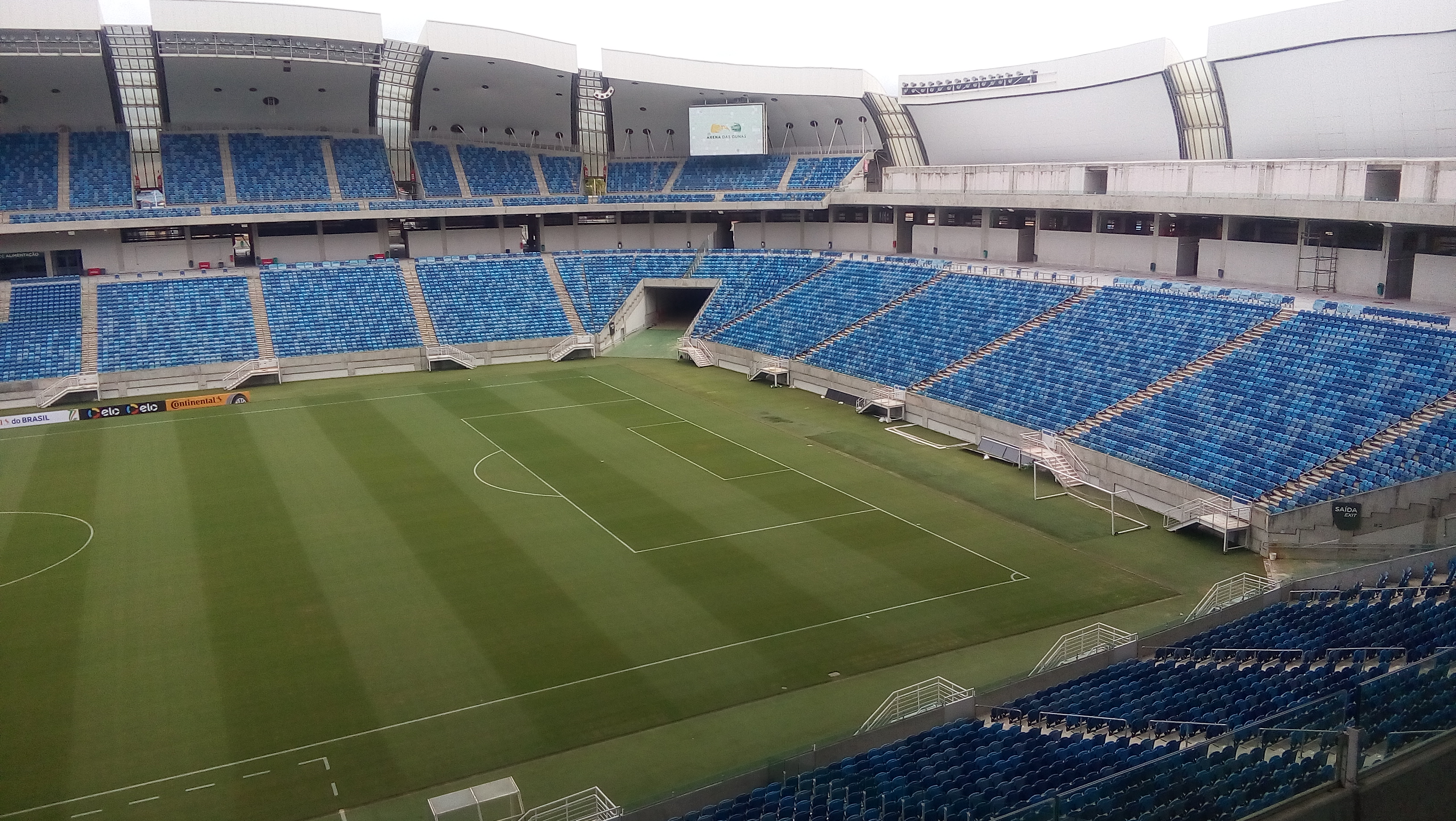
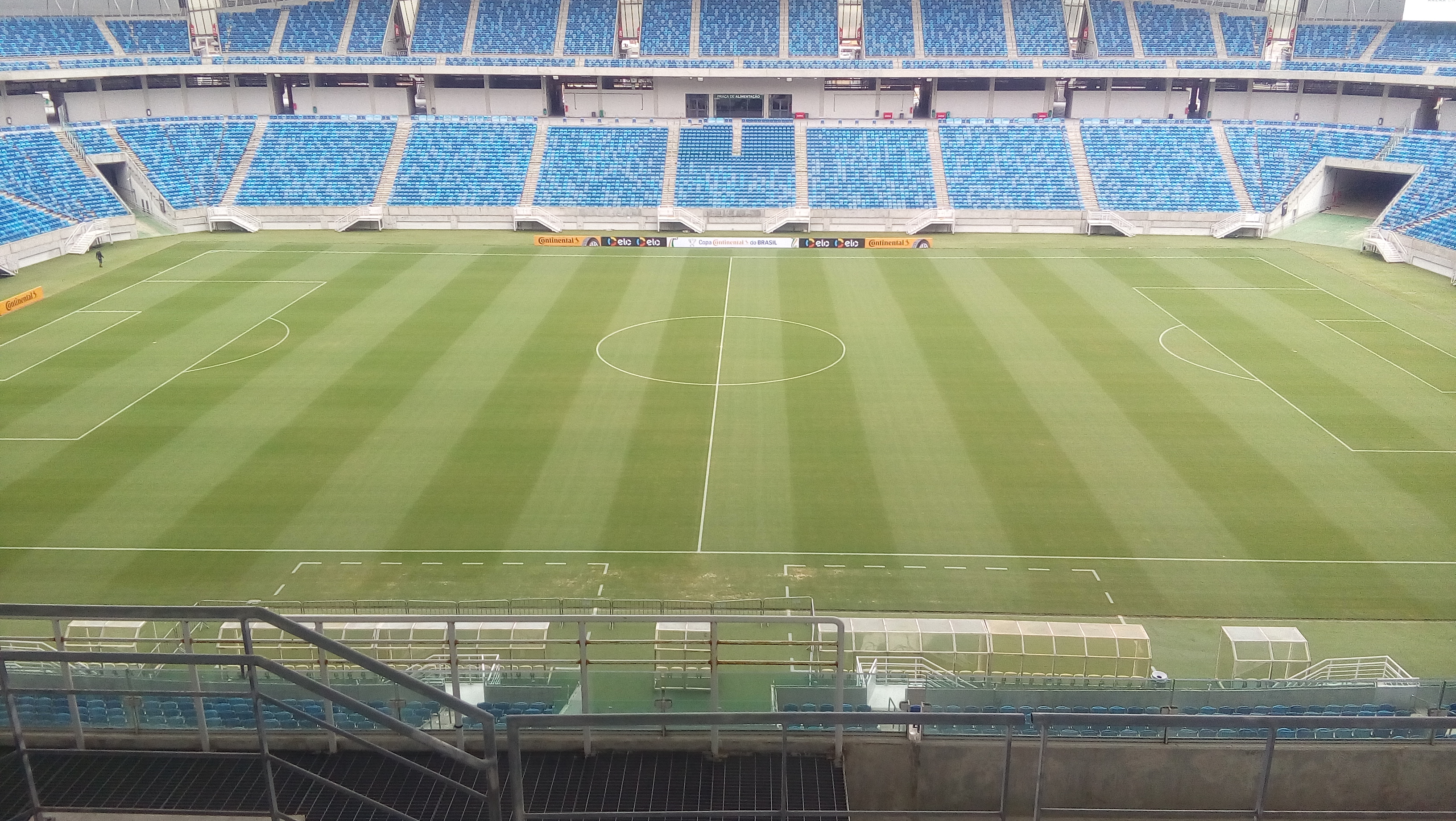
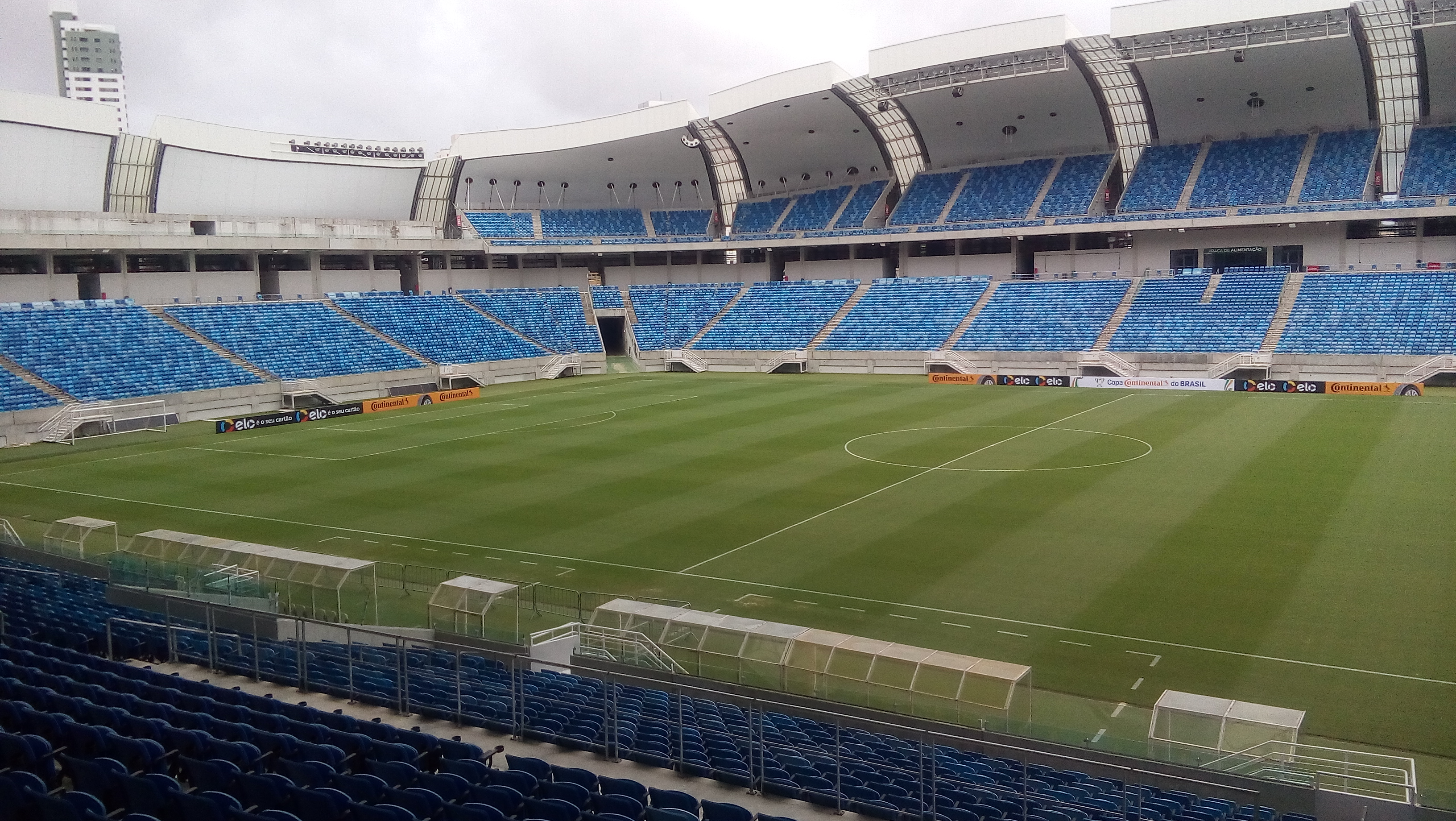
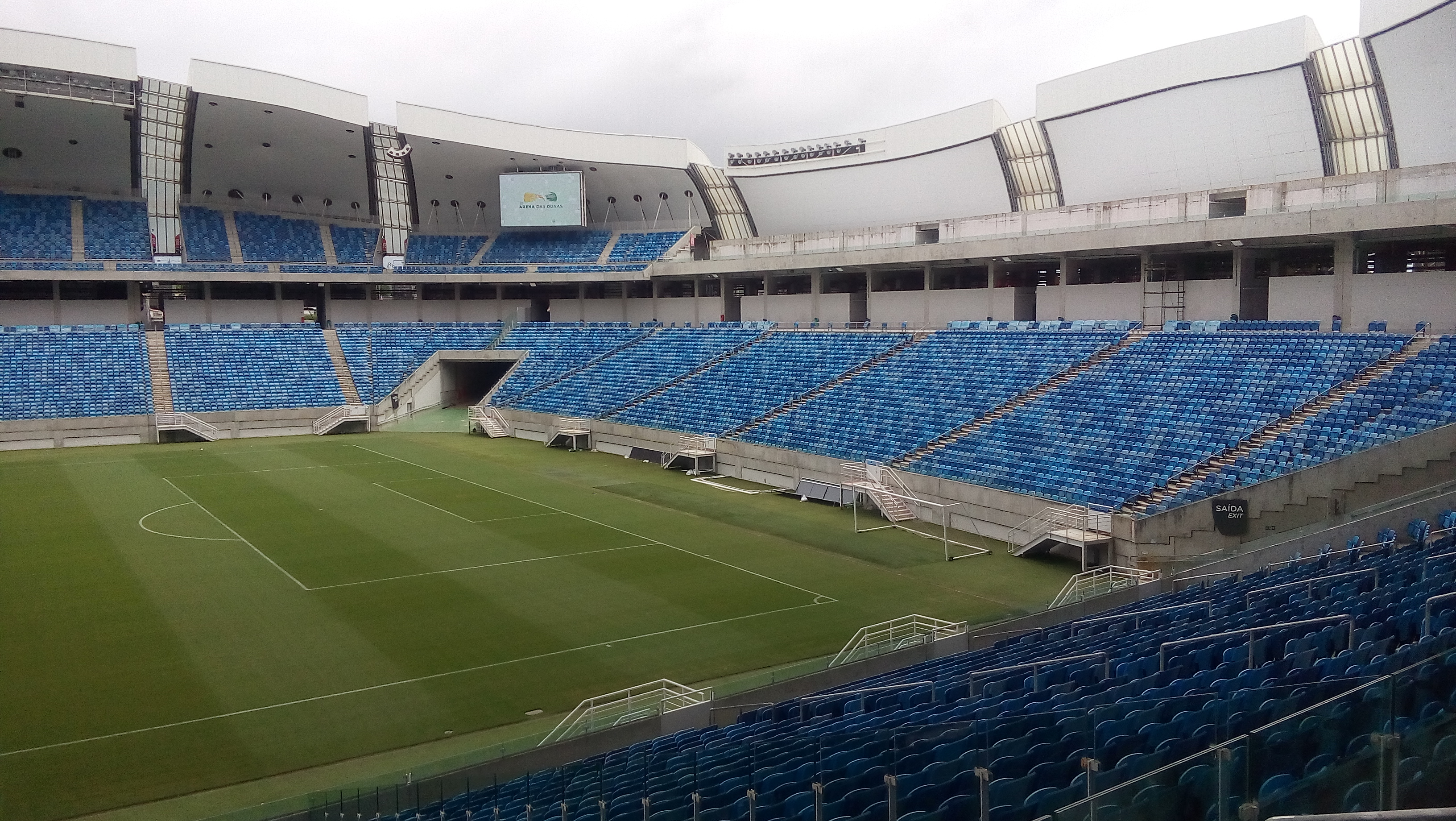

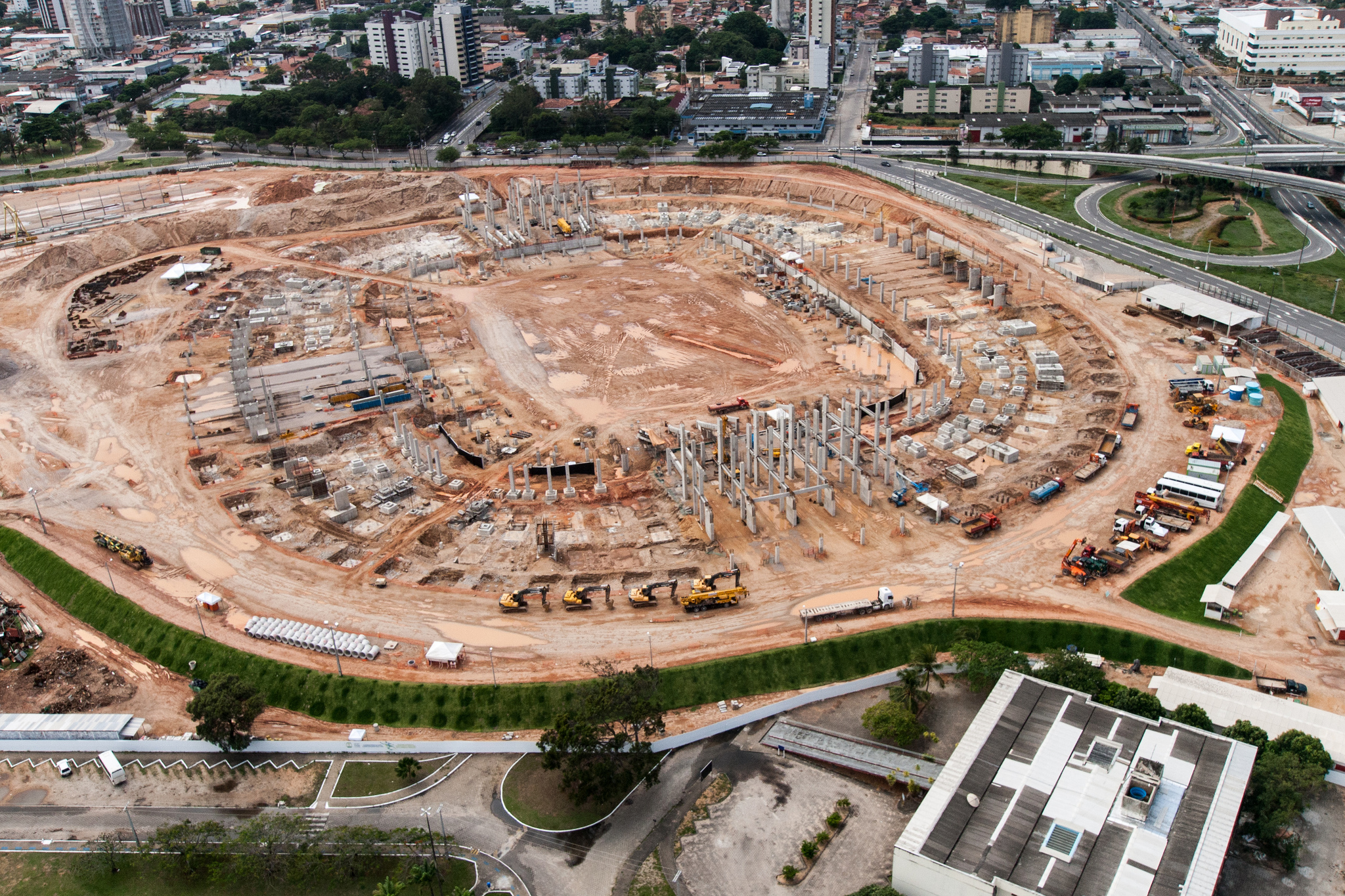
Julho de 2012.
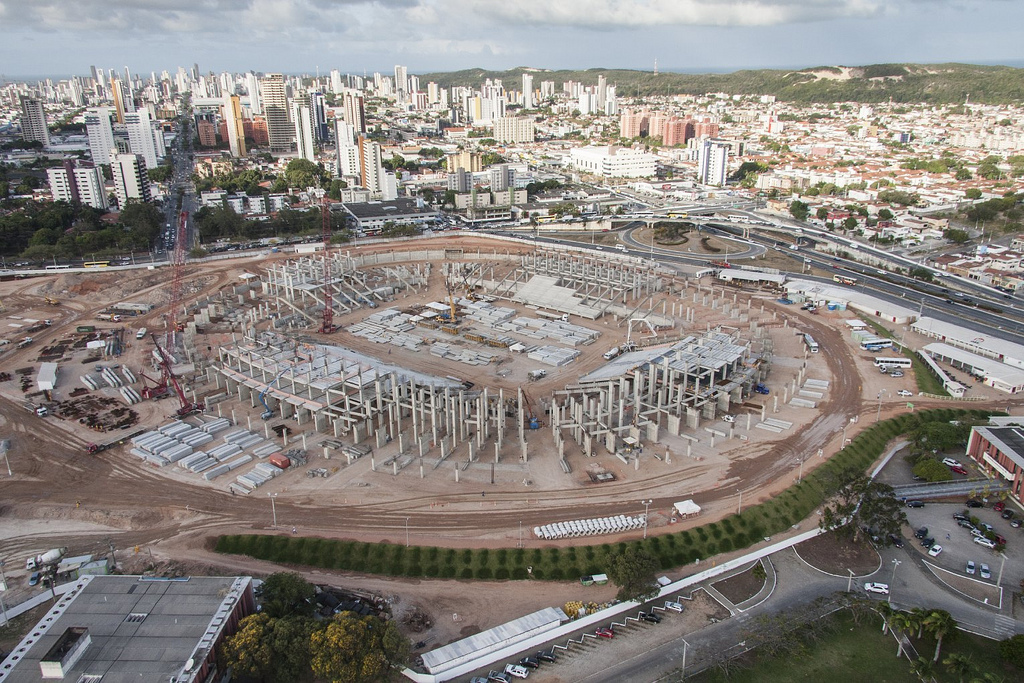
Outubro de 2012.
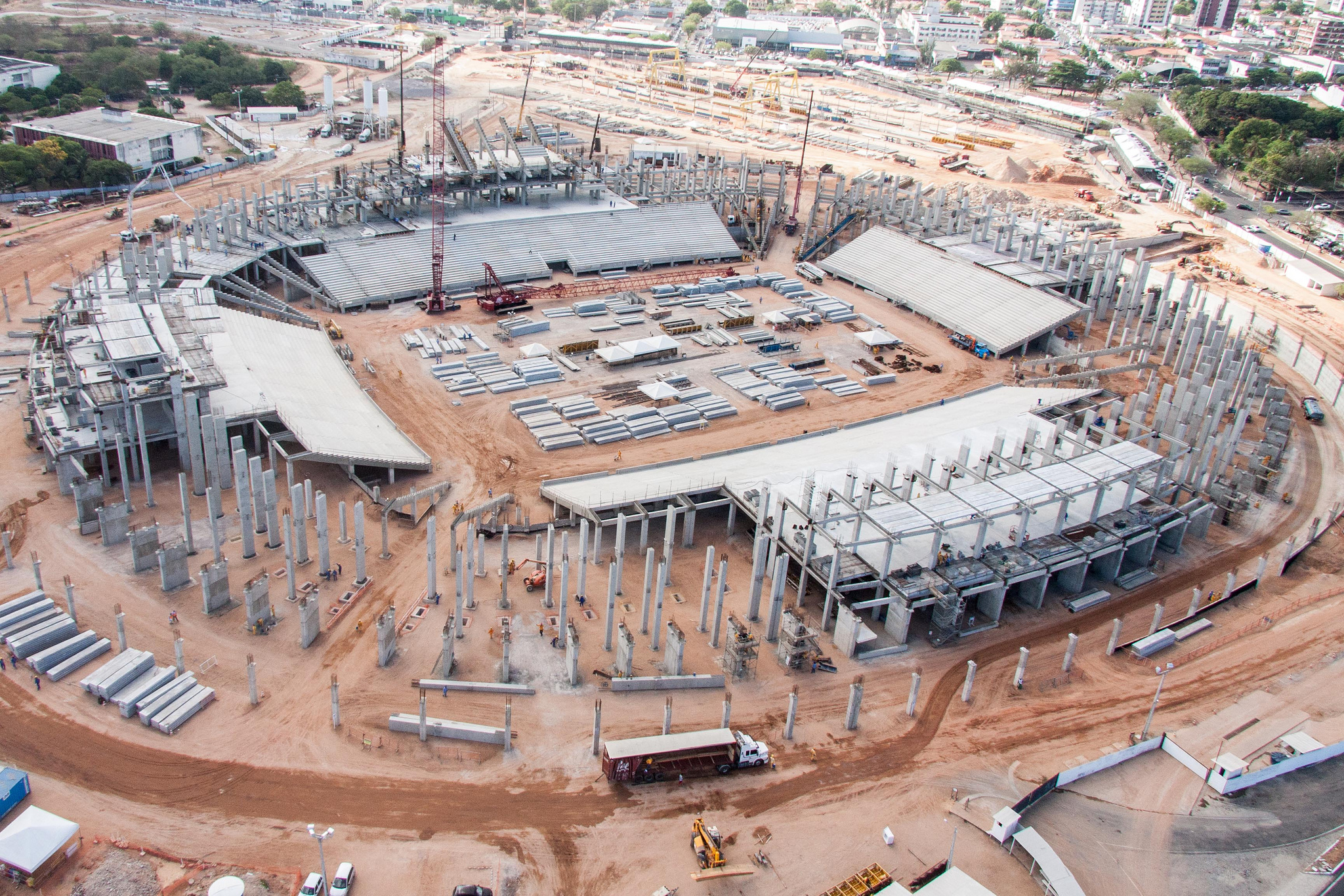
Dezembro de 2012.
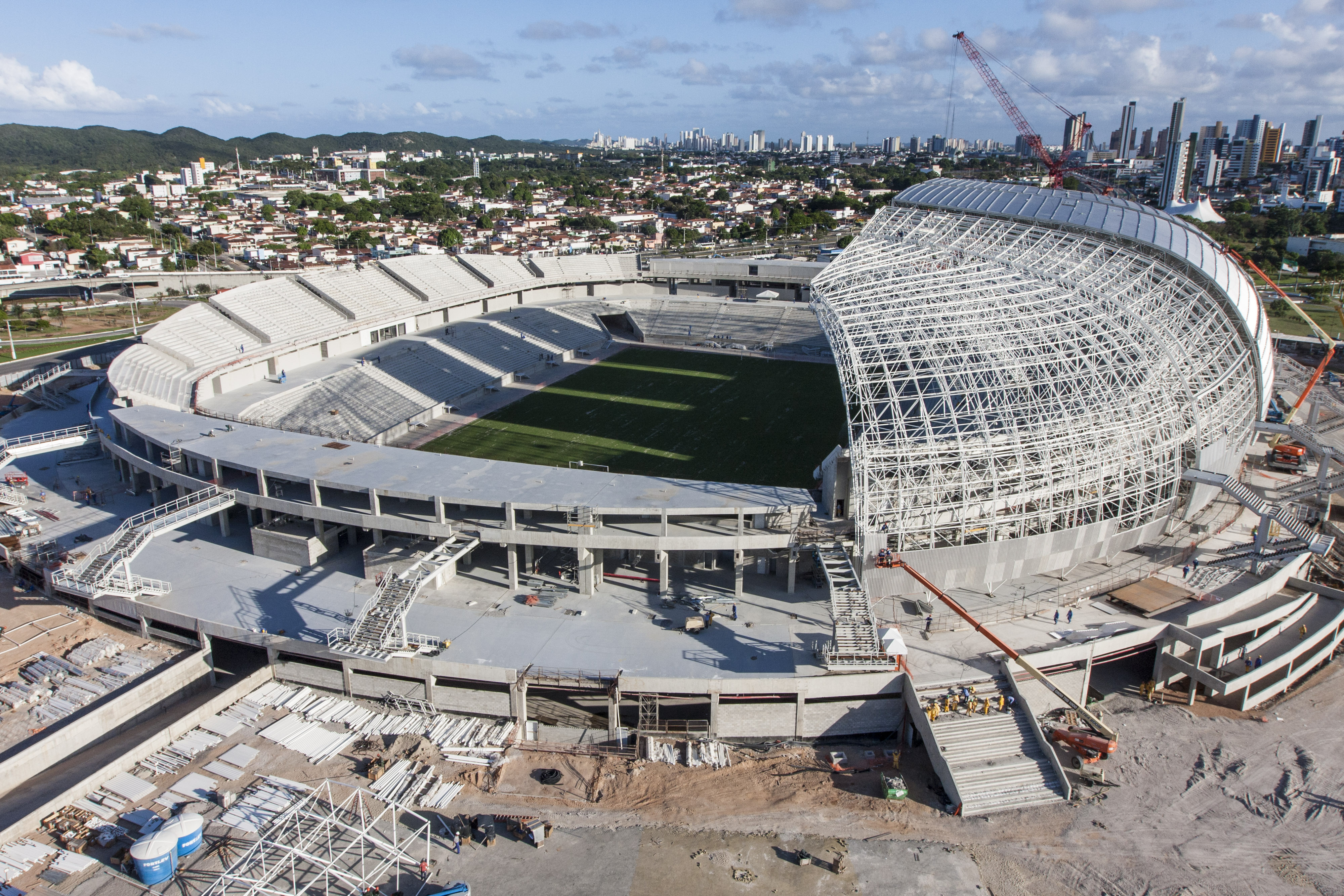
Outubro de 2013.
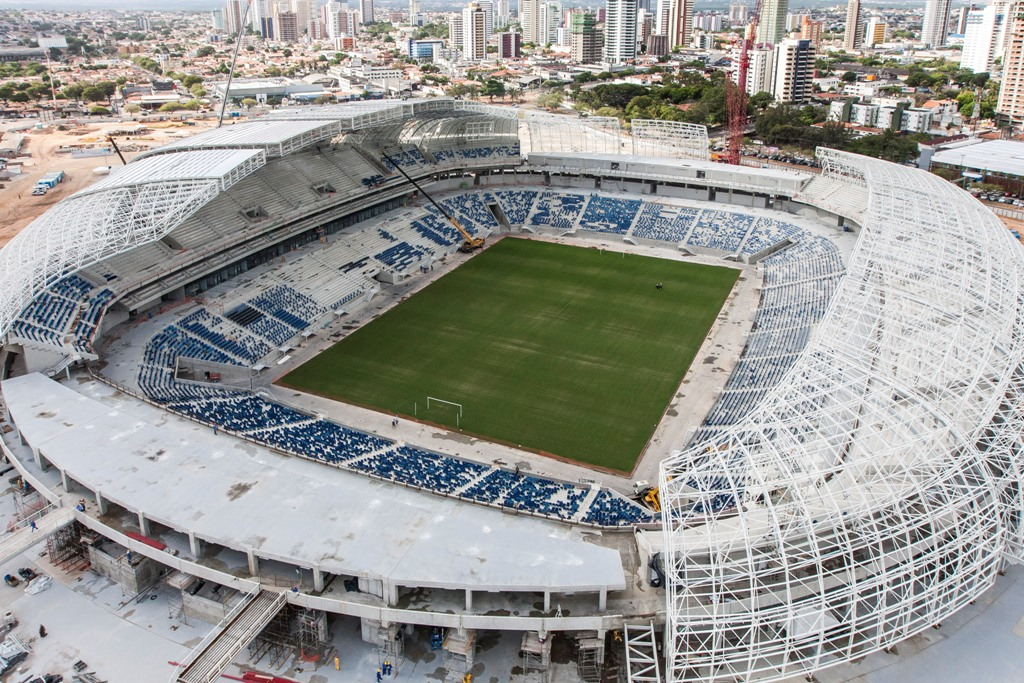
Novembro de 2013
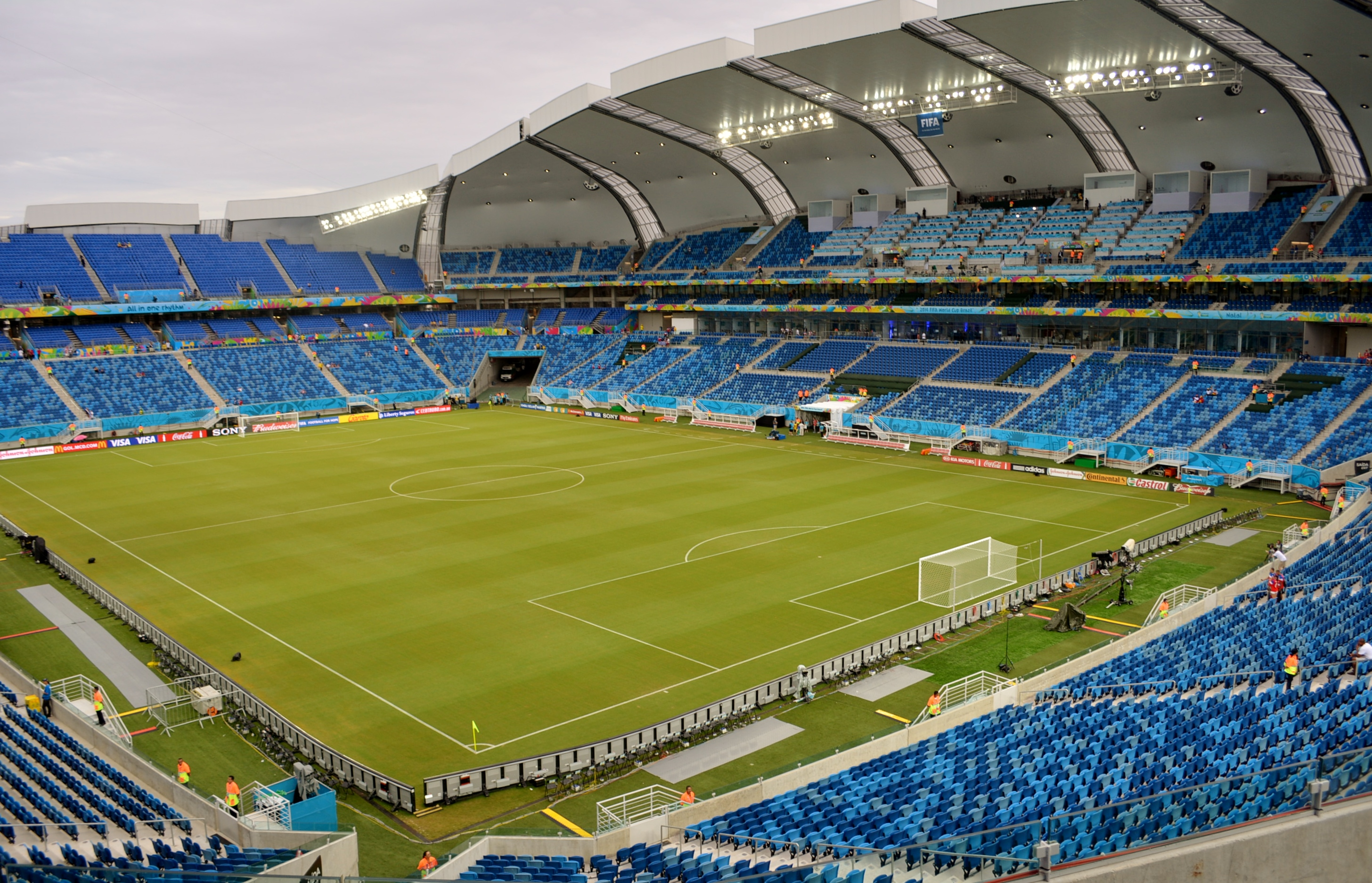
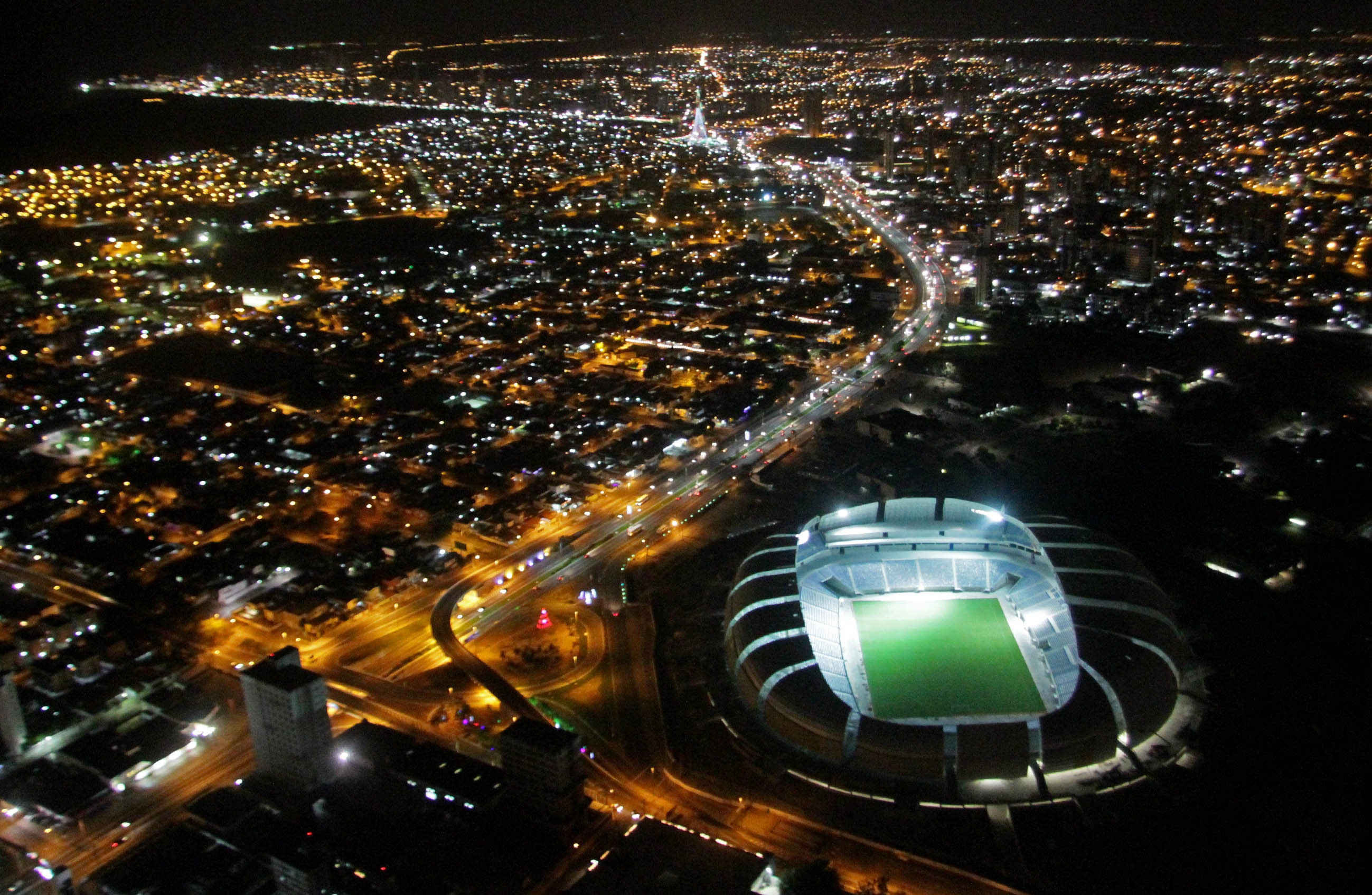
Dezembro de 2013
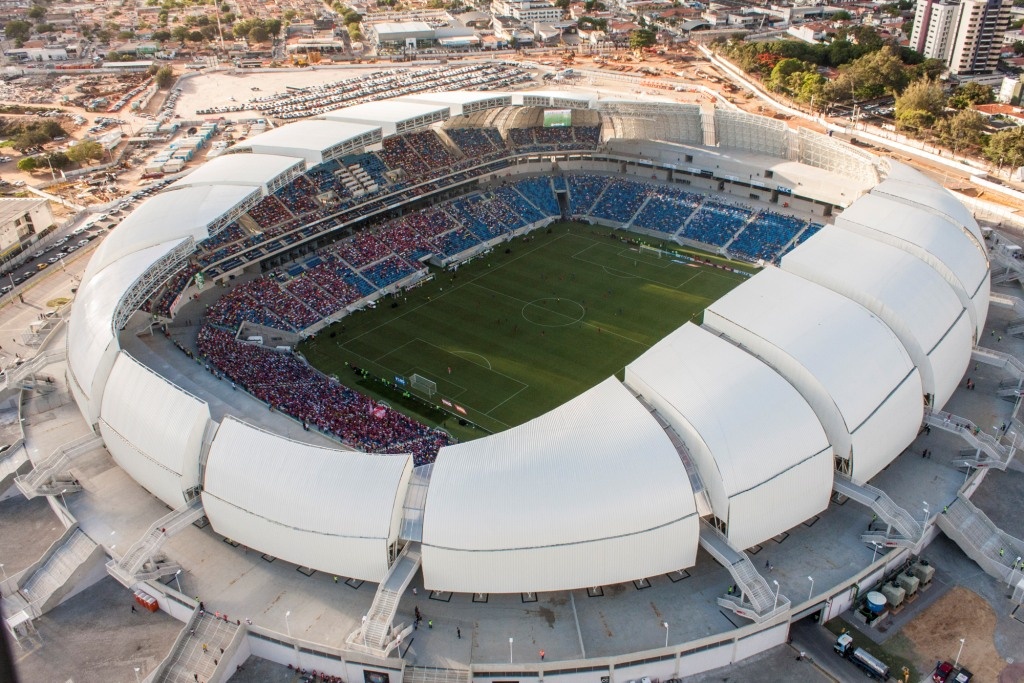
Arena das Dunas, Natal, Brazil
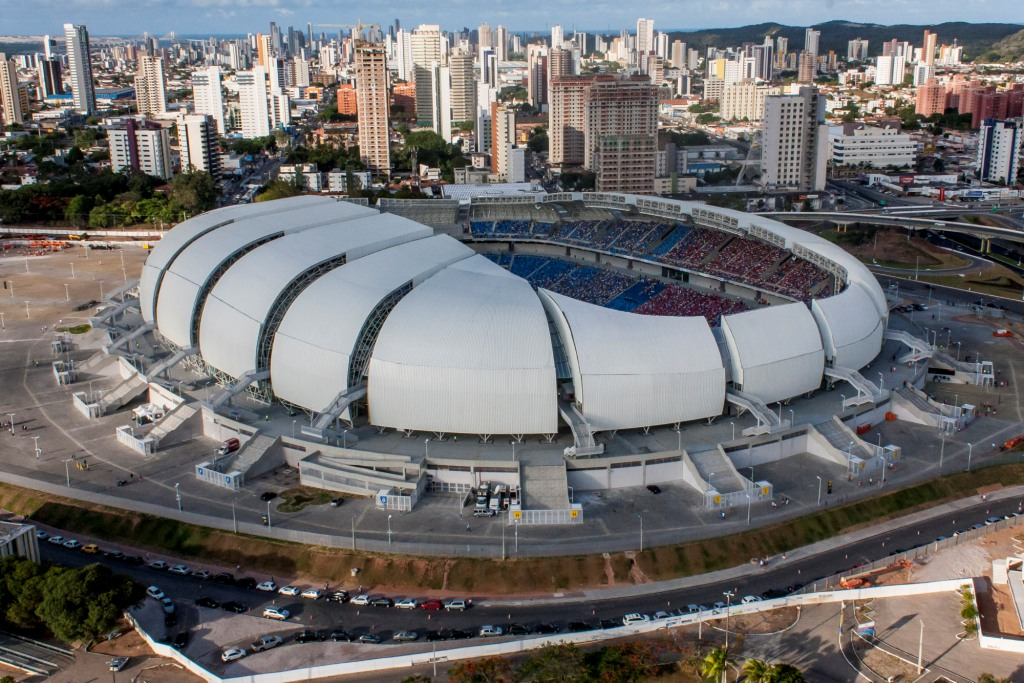

## 2014 FIFA 월드컵 일정
| 날짜       | 시간 (UTC-3) | 팀 #1    | 결과 | 팀 #2    | 대회 | 관중   |
| ---------- | ------------ | -------- | ---- | -------- | ---- | ------ |
| 2014-06-13 | 13:00        | 멕시코   | 1-0  | 카메룬   | A조  | 39,216 |
| 2014-06-16 | 19:00        | 가나     | 1-2  | 미국     | G조  | 39,760 |
| 2014-06-19 | 19:00        | 일본     | 0-0  | 그리스   | C조  | 39,485 |
| 2014-06-24 | 13:00        | 이탈리아 | 0-1  | 우루과이 | D조  | 39,706 |